# グウォグフ公国

グウォグフ公国
Księstwo głogowskie (pl)
Hlohovské knížectví (cs)
Herzogtum Glogau (de)

グウォグフ公国（ポーランド語：Księstwo głogowskie；チェコ語：Hlohovské knížectví；ドイツ語：Herzogtum Glogau）は、シロンスク公国群の構成国の一つ。首都はグウォグフ。

## 歴史

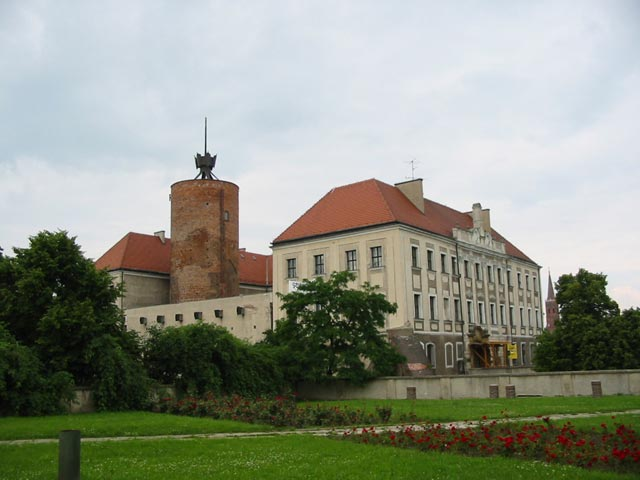
グウォグフ城

グウォグフ公国は1177年、ポーランド大公を兼ねたシロンスク公ヴワディスワフ2世の末子コンラトによって創設されたが、コンラトは1180年から1190年の間に子供のないまま亡くなり、遺領は長兄のヴロツワフ公ボレスワフ1世の領国に併合された。ボレスワフ1世の孫のヘンリク2世が1241年にレグニツァの戦いで戦死した後、その息子達はヴロツワフ公国の分割相続を行ったが、兄弟の1人コンラト1世は1251年に自らの相続権を主張し、長兄のレグニツァ公ボレスワフ2世からグウォグフ公国を譲らせた。
コンラト1世の息子ヘンリク3世の時代、公国では分割相続が続けて行われたことでさらに小規模になった。グウォグフ公国からは1273年にシチナヴァ公国とジャガン公国が、1312年にオレシニツァ公国とヴォウフ公国が分立したが、これら4つの公国は極めて小さなものだった。1331年、シロンスク地方を支配下に置きつつあったボヘミア王国の圧迫に抵抗してきたプシェムコ2世が亡くなると、グウォグフ公国はボヘミア王ヨハンによって、ボヘミア王冠領の封土とされた。
1349年、ヨハンの息子でボヘミア王を継いだ神聖ローマ皇帝カール4世は、グウォグフ公国の半分をボヘミア王冠領に併合し、残り半分をプシェムコ2世の甥であるジャガンのヘンリク5世に与えた。ボヘミア王冠領に接収された半分は、1361年から1368年までシフィドニツァ公ボルコ2世に与えられたがその死後はボヘミア王冠領に戻され、1384年に改めてチェシン公プシェミスワフ1世に与えられた。こうして、グウォグフ公国はジャガン公爵家の分家とチェシン公爵家の分家によって2分される状態に陥った。
1476年、ヘンリク11世の死によってジャガン系のグウォグフ公家が絶えると、公国の相続をめぐってヘンリク11世の従兄のジャガン公ヤン2世と、ヘンリク11世の舅であるブランデンブルク選帝侯アルブレヒト・アヒレスの間で戦争が起きた。ヤン2世はハンガリー王マーチャーシュ1世の支援を受けてジャガン系のグウォグフ公国を勝ち取ったが、アルブレヒト・アヒレスも1482年に公国の北部地域クロスノ・オジャンスキェを奪い取ってブランデンブルク辺境伯領に組み入れた。ジャガン公ヤン2世は1480年にチェシン系のグウォグフ公国をも征服して150年ぶりにグウォグフ公国を再統一した。しかしグウォグフ統一公国は1488年にヤン2世のかつての支援者マーチャーシュ1世によって奪われ、マーチャーシュ1世は公国を庶出の息子コルヴィン・ヤーノシュに与えた。
マーチャーシュ1世の死後ボヘミア王とハンガリー王を兼ねたヴラジスラフ・ヤゲロンスキー（ウラースロー2世）はコルヴィン・ヤーノシュからグウォグフ公国を取り上げ、同国を自分の2人の弟ヤン1世オルブラフトとジグムント1世に封土として与えた。1526年、ヴラジスラフの息子ルドヴィーク（ラヨシュ2世）がモハーチの戦いで戦死すると、グウォグフを含むボヘミア王冠領は義兄でハプスブルク家出身のフェルディナント1世の支配下に入り、1540年にレグニツァ公フリデリク2世に与えたが、1544年にはグウォグフ公国を最終的にボヘミア王国に併合した。
グウォグフはボヘミア王冠領のシロンスク地域の一部であり続けたが、1742年の第1次シュレージエン戦争の結果、他のシロンスクの大半の地域と同様にプロイセン王国に併合された。旧グウォグフ公国地域は第二次世界大戦後、ポーランド領となって現在に至っている。